# Åstjärnen (Hede socken, Härjedalen)
Åstjärnen är en sjö i Härjedalens kommun i Härjedalen och ingår i Ljusnans huvudavrinningsområde. Sjön har en area på 0,117 kvadratkilometer och ligger 763,1 meter över havet. Åstjärnen ligger i Brovallvålen Natura 2000-område.

## Delavrinningsområde
Åstjärnen ingår i det delavrinningsområde (692240-136533) som SMHI kallar för Mynnar i Ljusnan. Medelhöjden är 642 meter över havet och ytan är 33,08 kvadratkilometer. Det finns inga avrinningsområden uppströms utan avrinningsområdet är högsta punkten. Vattendraget som avvattnar avrinningsområdet har biflödesordning 2, vilket innebär att vattnet flödar genom totalt 2 vattendrag innan det når havet efter 348 kilometer. Avrinningsområdet består mestadels av skog (91 procent). Avrinningsområdet har 0,35 kvadratkilometer vattenytor vilket ger det en sjöprocent på 1,1 procent.